# 伊藤伸子
伊藤 伸子（いとう のぶこ、1970年2月6日 - ）は、日本のフリーアナウンサー。三重県桑名市出身。

## 略歴
三重県立桑名高等学校、愛知淑徳大学卒業。
1992年、三重テレビ放送入社。2003年12月よりフリーとなる。
2008年5月頃からは不足するアナウンサーを補うべく、三重テレビの週末ニュース担当アナとしても活動。

## 出演

### テレビ
- 三重テレビニュース
- あなたにピッ!
- エムテレ
- おはよう!三重